# Kis Larousse

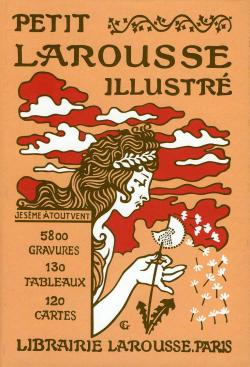
Az 1905-ös kiadás Eugène Grasset által tervezett borítólapja.

Az illusztrált Kis Larousse (Petit Larousse) a francia nyelv enciklopédikus szótára, amelyet a Larousse kiadó gondoz és jelentet meg egymás utáni, korszerűsített kiadásokban. (Lényegében a többkötetes, teljességre törekvő Nagy Larousse-ból származó,  a mindennapi munkában könnyen kezelhető, kivonatos és a legfontosabb szavakra koncentráló rövidített változat. Mindkét Larousse a francia nyelv folyamatosan korszerűsített, hivatalos értelmező szótárának tekinthető.) Először Claude Augé jelentette meg 1905-ben, a szintén általa kiadott Teljes szemléltető szótár (Dictionnaire complet illustré, 1889) továbbfejlesztéseként. Elnevezésével mindkét változat Pierre Larousse (1817-1875) emléke előtt tiszteleg, aki harminc évvel korábban hunyt el és a XIX. század Nagy Általános Szótárának szerzője volt, és akitől az enciklopédikus koncepciót és a pedagógiai célokat is átvették.
Létrejötte óta Az illusztrált Kis Larousse egyetlen kötetben a következő fejezeteket foglalja magába: 
1. egy első részben találhatók a köznevek (tárgyak elnevezései, valamint az egyéb nyelvtani kategóriák, névelők, igék, névmások);
2. egy második részben vannak a tulajdonnevek

Fenti két részen túl:
1. a Kis Larousse rózsaszín oldalain felsorolja a fontos latin kifejezéseket, egyebek mellett;
2. különböző mellékleteket/kiegészítéseket  csoportosít a kötet végén;
3. bemutatja a világ valamennyi országának zászlaját;
4. tartalmaz egy földrajzi atlaszt;
5. egy általános időrendi (kronológiai) felsorolást  ;
6. nagy didaktikus táblaképeket (ruházatok, díszítések, gombák, madarak, stb.

A szótár 2005-ben megemlékezett százéves fennállásának évfordulójáról azzal, hogy egy La dent-de-lion, la Semeuse et le Petit Larousse
című cikkben részletesen leírta keletkezését és fejlődését az évek során. 2008-ban 87 000 szócikket tartalmazott, amelyekből 28 000 tulajdonnév, 15 000 definíció és 5000 illusztráció volt.
Különböző formátumokban adták ki, így kompakt és nagy méretben valamint CD-ROM-on is.
Már minden nyáron egy új kiadás jelenik meg, amelyet már a következő évi jelzéssel látnak el. Nem tévesztendő össze az évi kiadás, amelyben a változtatások a legfrissebb aktualitásokhoz kötődnek (újonnan bevezetett szavak, fontos események, sürgősségi technikák …) és az átdolgozás, amelyek tíz-tizenöt éves időszakokat ölelnek fel, és amelyekben egészében kritikusan áttekintik az egész követett nevezéktani (nomenklatúrai) elveket és definíciókat, és esetenként át is írják azokat. 
A sajtó egyik évben sem mulasztja el, hogy ezekről a nevezéktani változásokról informáljon, legyen szó a köznevekről vagy a tulajdonnevekről.
Az online enciklopédia, a Wikipédia a 2011-es (2010-ben kiadott) kiadásba került be Wikipédia néven.

## Az 1990-es helyesírási reform
A Kis Larousse hosszú időn keresztül teljesen figyelmen kívül hagyta a francia helyesírás 1990-es módosításait (ez volt a helyzet még a századik kiadásban is). Ezen a hozzáállásán a 2010-ben 2011-re kiadott és a 2011-ben 2012-re kibocsájtott kiadásokban változtatott. A 2011-re 2010-ben kiadott változatban megtalálható az 1990-es módosítások Kis Larousse-ra vonatkozó szóhelyesbítések listája a XX-től a XXX. oldalig, a következő megjegyzésekkel: „Az alábbi lista fekete betűkkel jelzi azokat a szavakat, amelyeknek helyesírása követi az 1990-es módosításokat. Amennyiben a Kis Larousse helyesírása megegyezik az ajánlottal, jelzése »id.« (idem), különben az új helyesírás kék színű. Ezután következnek esetleg a szó többesszámára vagy ragozására vonatkozó új szabályokból adódó módosítások.”
A 2011-ben 2012-re kiadott változatból a lista már kimaradt. A IV. oldalon pontosították, hogy „Új helyesírás: A (≃) nyomdai jelzés jelöli minden érintett szónál. Mivel a Kis Larousse a használatot tükrözi, ezért ha az új helyesírásé kielégítően bizonyítható, akkor a Kis Larousse is megjeleníti ezt a helyesírást a szócikkcímben a »vagy« szócska után, sőt ha ez használatosabbnak bizonyul a klasszikus helyesírásnál, akkor a szócikkcím elejére kerül.” Így tehát a (≃) jelzés az 1990 óta használatlannak ítélt alakokat jelöli: például „BOÎTE, ≃ BOITE” annyit jelent, hogy az eddigi boîte helyett 1990-ben a kalapékezet nélküli boite alakot javasolták, és hogy ennek ellenére a boite tényleges használata még mindig elenyésző.

## A Kis Larousse néhány kiadása

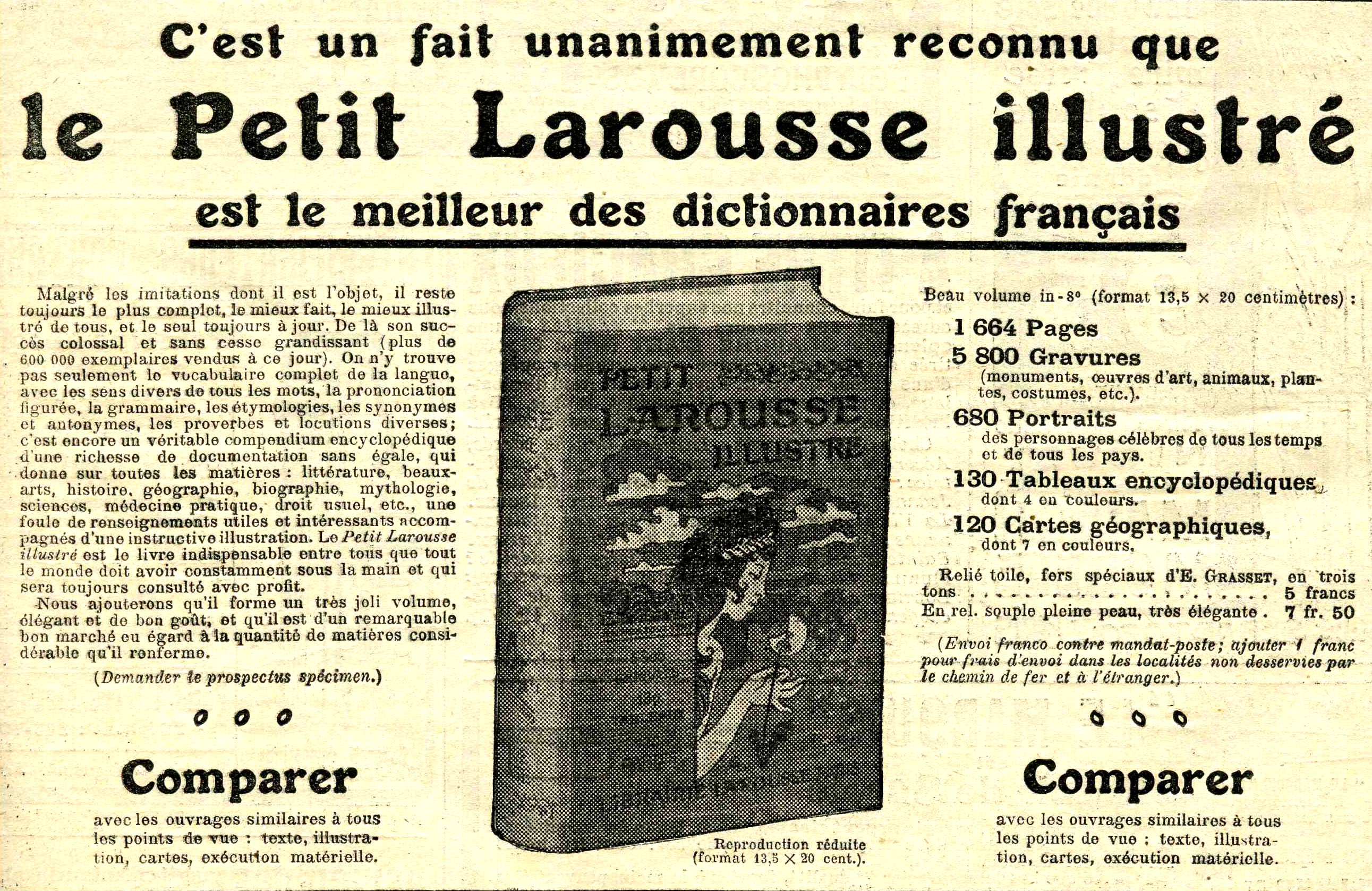
Hirdetés a Les Annales politiques et littéraires, 1910 című folyóiratban.

- Petit Larousse illustré 1889,  Claude Augé kiadása
- Petit Larousse illustré 1905,  Claude Augé kiadása
  - Újra kiadás fakszimilében  2004 ISBN 2-03-530849-6.
- Nouveau Petit Larousse illustré, 1924,  Claude Augé.
- Petit Larousse illustré 1982, főszerkesztő: Claude Dubois ISBN 2-03-301381-2
- Petit Larousse illustré 1989 .  Utánnyomás
- Petit Larousse illustré 1998 .  Utánnyomás
- Le Petit Larousse grand format 2001, 2000 ISBN 2-03-530401-6, « Le premier du siècle » „Az első évszázad”.
- Le Petit Larousse compact 2003, 2002 ISBN 2-03-530503-9.
- Le Petit Larousse 2005, 2004 : 
  - Le Petit Larousse grand format 2005, 2004 ISBN 2-03-530405-9, la « 100-éme édition ». „Századik kiadás”
- Le Petit Larousse 2007, 2006 a pour titre unique Le Petit Larousse illustré et ne possède plus que 2 formats: (egyedi címmel; csak két formátumban)
  1. petit format (cartonné, vendu avec ou sans CD-ROM); (kisalakú, kartonált, CD-vel vagy anélkül árusítva)
  2. grand format (cartonné); (nagyalakú, kartonált)
- Le Petit Larousse 2009, 2008 ISBN 978-2-03-584070-7.
- Le Petit Larousse illustré 2009 : édition prestige habillée par Karl Lagerfeld (díszkiadás Karl Lagerfeld formatervezésében)
- Le Petit Larousse 2010, 2009 ISBN 978-2-03-584079-0.
- Le Petit Larousse 2011, 2010 :
  - Le Petit Larousse illustré 2011, 2010 ISBN 978-2-03-584088-2, illustré.
  - Le Petit Larousse illustré 2011, 2010 ISBN 978-2-03-584089-9, XLIII pages + 1781 pages, illustré, 29 cm, 44,90 € (prix indiqué en quatrième de couverture), (XLIII + 1781 oldal, ár a borítás negyedik oldalán)
- Le Petit Larousse 2012, 2011 :
  - Le Petit Larousse illustré 2012, 2011 ISBN 978-2-03-584090-5, XXXII pages + 1910 pages, illustré, 24 cm, 29,90 euros (prix figurant en quatrième de couverture), (XXXII + 1910 oldal, ár a borítás negyedik oldalán)

- - Le Petit Larousse illustré 2012, 2011 ISBN 978-2-03-584097-4, XXXII pages + 1972 pages, illustré, 29 cm, 44,90 euros (prix figurant en quatrième de couverture), (XXXII + 1972 oldal, ár a borítás negyedik oldalán)

### Külső linkek
- Larousse kiadó hivatalos oldala
  - Site officiel de la maison Larousse: Petit Larousse
- Petit Larousse illustré de 1905 en ligne (université de Cergy-Pontoise)

## Fordítás
Ez a szócikk részben vagy egészben  a   Le Petit Larousse című francia Wikipédia-szócikk ezen változatának fordításán alapul.  Az eredeti cikk szerkesztőit annak laptörténete sorolja fel. Ez a jelzés csupán a megfogalmazás eredetét és a szerzői jogokat jelzi, nem szolgál a cikkben szereplő információk forrásmegjelöléseként.